# Alex Crawford
Alex Christine Crawford, född 15 april 1962, är en brittisk journalist och krigskorrespondent. 
Crawford arbetar 2022 för Sky News med placering i Istanbul, Turkiet.
Crawford har arbetat i Indien, Sydafrika och har rapporterat från händelser såsom Arabiska våren och förföljelser och folkmord av folkgruppen Rohingyer i Myanmar. Hon har även bevakat inbördeskriget i Libyen och Ebola-krisen.
Crawford tilldelades Anna Politkovskaya Award 2019.